# ستيفان هودت
ستيفان هودت (بالفرنسية: Stéphane Houdet) مواليد 20 نوفمبر 1970 في لوار الأطلسية، هو لاعب فرنسي في تنس الكراسي المتحركة بدأ مسيرته كمحترف سنة 2005 يلعب باليد اليمنى. أعلى تصنيف له في الفردي كان المركز الـ 1 في سنة 2012.